# Замок Трикала
Замок Трикала (грец. Κάστρο Τρικάλων) — цитадель візантійської епохи міста Трикала на заході Фессалії, Греція.

## Історія
Замок розташований на пагорбі на північно-східній стороні міста, побудований імператором Юстиніаном I (527–565) на руїнах акрополя античного міста Трикке. У своєму нинішньому вигляді він значною мірою зберігся з періоду правління династії Палеологів, коли він був капітально перебудований та перероблений. Цитадель зазнала великої шкоди під час її завоювання турками-османами у 1393—1394 роках. Важливість міста як опори проти бунтівних мешканців гір Пінд та регіону Аграфа, а також як центру османської адміністрації у Фессалії, зумовило те, що його швидко відремонтували та зміцнили. Замок також зазнав пошкоджень і був відремонтований після невдалих повстань греків проти османського правління у 1854 та 1878 роках.

## Опис
Замок є типовим візантійським укріпленням, з витягнутою формою вздовж осі з південного заходу на північ, укріплений квадратними вежами. Замок містить три масивні укріплення на різних рівнях пагорба: нижнє на південному схилі пагорба; середнє, яке є найбільшим з трьох; та внутрішнє чотирикутне укріплення площею 1200 м, також відоме під турецькою назвою Її Кале (грец. Ιτς Καλέ), що розташоване на північно-східному куті замку, захищене чотирма особливо великими і високими вежами. На південних схилах, а також у зоні внутрішньої цитаделі знайдено сліди первинного укріплення часів Юстиніана І.
На середньому рівні, праворуч від воріт була збудована візантійська церква Архангелів, яка не збереглася до наших днів, оскільки згоріла у період з 1330 по 1332 рік. Також на цьому рівні побудований амфітеатр просто неба (1988 р.), який використовується протягом літніх місяців для театральних постановок та концертів.
На східній стороні замку розташована годинникова вежа Трикала, спочатку збудована османами в 1648 році, на якій був такий напис (турецькою): «Робота Юсуф Сенай, жителя фортеці Трикала». Дзвін на вежі важив близько 650 кілограмів. Первісна вежа була зруйнована та відбудована в XX столітті. Також в замку збереглись залишки одноповерхового порохового складу.